# Micos (sarsuela)
Micos és una sarsuela (extravagància lírico-dramàtica) en un acte i en vers, original d'Eduard Vidal i de Valenciano i de Josep Roca i Roca, amb música de Joan Rius, estrenada al Teatre Tívoli de Barcelona, la nit del 10 de juliol de 1875
L'escena té lloc un dia de Carnestoltes.